# Jules Vieujant
Pour les articles homonymes, voir Vieujant.
Jules Vieujant, né à Nivelles le 23 octobre 1842 et mort à Ixelles le 7 novembre 1911 est un entrepreneur belge.
Il est le fils de du commerçant Thomas Vieujant (1820-1867) et de la couturière Célina Deltrée (1818-1874).  
Il deviendra l'un des principaux fondateur de l'enseigne Delhaize le Lion, que son arrière petit-fils, Pierre-Olivier Beckers-Vieujant sera le dernier membre de la famille à diriger. 

## Biographie
Il accomplit ses humanités au collège communal de la cité des Aclots, avant de passer, à ses 18 ans, trois années à l’École normale de Liège. Il entame sa carrière d'abord surveillant à l'athénée de Tournai, puis comme professeur.
En 1865, il délivre ses cours de latin et de français à l’Athénée royal de Mons.
En 1868, il se marie avec Célina Delhaize (1845-1886) avec qui il aura 7 enfants (Joséphine, Marie, Louis, Paul, Claire, Marthe et Marcel).
En 1869, il ouvre les succursales de Mons et de La Louvière de « Maison de Charleroi » alors dirigé par ses beaux-frères Jules et Auguste Delhaize.  
En 1871 il met fin à sa carrière de professeur pour créer avec ses beaux-frères Jules, Édouard et Adolphe, l'entreprise Delhaize Frères et Cie. 
Il sera responsable des succursales de La Louvière et de Mons.
En 1874, après le départ d'Adolphe Delhaize de l'entreprise, une nouvelle entreprise est créée. il y sera alors comptable et s'occupera aussi de l'administratif.
En 1889, 3 ans après la mort de Célina, il se remarie avec Octavie Buvette (1864-1948) avec qui il aura 1 enfant, Octave.
À partir de 1893, sous son initiative, des produits sont vendus sous la marque Delhaize : chocolat, bonbons, savons, etc.. 
En 1895, il publie les « Commandements du chef de maison ». 
En 1897, l'entreprise produit elle-même des brosses, des cristaux de soude, des biscuits, du pain d'épice, torréfie le café, etc.. 
En 1898, à la suite de la mort de son beau-frère, Jules Delhaize, qui n'avait pas de descendant, il reprend la direction de l'entreprise. 
En 1907, il dissous, avec Joséphine Marsigny (la veuve d'Édouard Delhaize), la vieille société pour créer la S.A. « Etablissements Delhaize Frères et Cie. Le Lion » avec un capital de 7 700 000 francs belges (770 actions de 1 000 francs).